# إيرني فارو
إيرني فارو (بالإنجليزية: Ernie Farrow) هو عازف بيانو أمريكي، ولد في 13 نوفمبر 1928 في هنغتينغتون في الولايات المتحدة، وتوفي في 14 يوليو 1969 في ديترويت في الولايات المتحدة.

## وصلات خارجية
- إيرني فارو على موقع ميوزك برينز (الإنجليزية)
- إيرني فارو على موقع أول ميوزيك (الإنجليزية)
- إيرني فارو على موقع ديسكوغز (الإنجليزية)